# Ghúl
Ghúl (v ženském pohlaví se nazývá ghúleh, pl. ghilah[zdroj⁠?!]) je stvůra arabského folklóru, která přebývá na hřbitovech, pohřebních místech a místech s větší koncentrací smrti, dále rovněž na jiných neobydlených místech. Anglické jméno ghoul vzešlo z arabského الغول (al-ghūl), což doslova znamená démon. Ghúl je zlým typem džina, který se cítí být zplozen nejvyšším arabským zlem Iblísem.
Ghúl je démon obývající pouště a měnící podoby, který může převzít podobu zvířete, zvláště pak hyeny. Obvykle láká neopatrné poutníky hluboko do pouště, aby je tam zabil a sežral. Často také požírá malé děti, rabuje hroby, pije krev a živí se z mrtvol, přičemž na sebe nabírá podobu požíraného. Podle arabské mytologie je jediný, který je schopen zahubit a sežrat upíra.
Ázerbájdžánci, Kyrgyzové a Tádžikové označují slovem gul nebo guljaban "ghúl z pustiny" chlupatého humanoida, jehož popisy odpovídají himálájskému yettimu a mongolskéhomu almastovi.

## Přenesené významy
V pozdějším překladu se ghúl začal používat i jako označení pro vykradače hrobů nebo pro ty, kteří se dopouštějí různých hrůzností, pro ostatní tabuizované či zapovězené.
V poslední době je díky počítačovým hrám aj. vnímán ghúl často jako nemrtvý, který se živí lidským masem, nepohrde ani čerstvější mrtvolou. Se zombií má společného jen velmi málo, zombie bývají hnány hladem, ale ghúlové dokáží přemýšlet racionálně, podobně jako například upíři. Asi hlavním rozdílem mezi ghúlem a zombií je to, že ghúlové nepřenáší své prokletí na další.
Slovo „ghúl“ se dostalo i na nebe, v pozměněné verzi jako název hvězdy Algol.
Je relativně oblíbený v literatuře a populární kultuře, zmiňuje ho např. Edgar Allan Poe, Hans Christian Anderssen, H. P. Lovecraft, J. K Rowling etc.
V anglickém přepisu Ghoul (výslovnost [ghúl]) je názvem anglickojazyčného filmu Petra Jákla (2015) o ukrajinském sériovém vrahovi Andreji Čikatilovi.